# Грин, Лефорд
Лефорд Грин (англ. Leford Green; род. 1986) — ямайский бегун на короткие дистанции, который специализируется на дистанциях 400 метров и 400 метров с барьерами. Бронзовый призёр чемпионата мира 2011 года в эстафете 4×400 метров. Также на чемпионате мира в Тэгу бежал дистанцию 400 метров с барьерами, на которой не смог выйти финал. В 2006 и 2010 годах становился чемпионом игр Центральной Америки и Карибского бассейна в эстафете 4×400 метров. Занял 4-е место на чемпионате мира 2007 года в эстафете. На олимпийских играх 2012 года занял 7-е место в беге на 400 метров с барьерами.